# Veilleuse
Une veilleuse est une petite lampe destinée à rester allumée la nuit ou en milieu obscur.
Elle se présente aussi sous forme d'ampoule, dans différentes couleurs, qu'on peut directement brancher au secteur, sous forme de jouet, de doudou, de guirlande...
Elle sert notamment à calmer et accompagner les bambins et les enfants dans leur sommeil.
Dans le domaine de la ciergerie, une veilleuse votive est un photophore destiné à recevoir de la poudre de paraffine compactée versée dans un godet ou une verrine, en y ajoutant la mèche de combustion. Cette veilleuse est allumée pour faire un vœu, pour symboliser la présence divine.
Dans le théâtre, on trouve une veilleuse appelée servante, qui reste allumée quand la salle est plongée dans le noir entre répétitions ou représentations.

## Technologie et design des veilleuses modernes
Au fil des ans, les veilleuses ont évolué pour devenir des dispositifs à la fois fonctionnels et décoratifs. Ces petites lumières nocturnes, utilisées principalement dans les chambres d'enfants, offrent une source de confort pour ceux qui peuvent avoir peur de l'obscurité ou qui ont besoin de lumière pour se repérer pendant la nuit.

### Avancées technologiques
Les veilleuses modernes intègrent souvent des technologies comme les LED, qui consomment peu d'énergie et ont une longue durée de vie. Certaines veilleuses offrent même des fonctionnalités supplémentaires, comme des capteurs de mouvement ou des minuteurs, pour une utilisation plus efficace et économique.

### Impact sur le sommeil des enfants
Il est reconnu que l'utilisation d'une lumière douce et chaleureuse, comme celle d'une  veilleuse, peut aider les enfants à mieux s'endormir en les rassurant sans perturber la production de mélatonine. Cependant, les experts recommandent d'éviter les lumières trop vives, notamment les lumières bleues, qui peuvent affecter le cycle de sommeil.
De nombreux enfants ressentent une peur du noir qui perturbe leur endormissement et leurs nuits. Une veilleuse de nuit est alors une solution idéale pour leur apporter du réconfort et les aider à s'endormir sereinement.
Certaines veilleuses modernes intègrent des sons apaisants, comme le bruit blanc, qui imitent des environnements familiers (battements de cœur, pluie) et favorisent une routine de coucher apaisante. Ces dispositifs peuvent réduire le temps d’endormissement des nourrissons, selon des études récentes.SC Hugh, « Infant Sleep Machines and Hazardous Sound Levels », Pediatrics, vol. 133, no 4,‎ 2014, p. 677–681 (DOI 10.1542/peds.2013-3617) Des conseils pour choisir une veilleuse adaptée sont disponibles sur des blogs spécialisés en puériculture.« Quelle veilleuse pour bébé ? », Douce Veilleuse Bébé (consulté le 14 mai 2025)

## Galerie

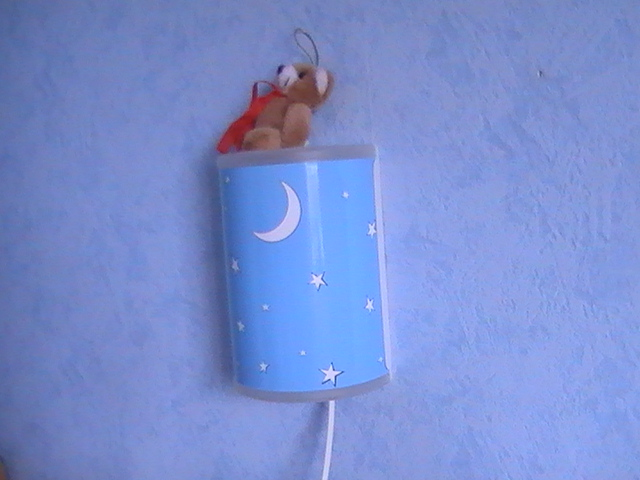
Veilleuse d'enfant (lampe murale)
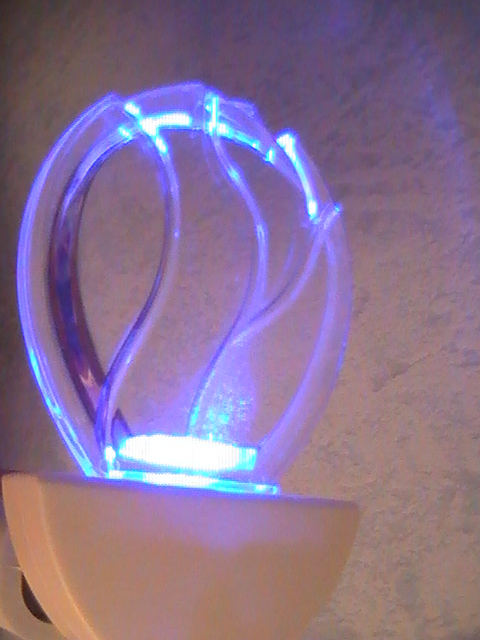
Veilleuse d'enfant (ampoule)
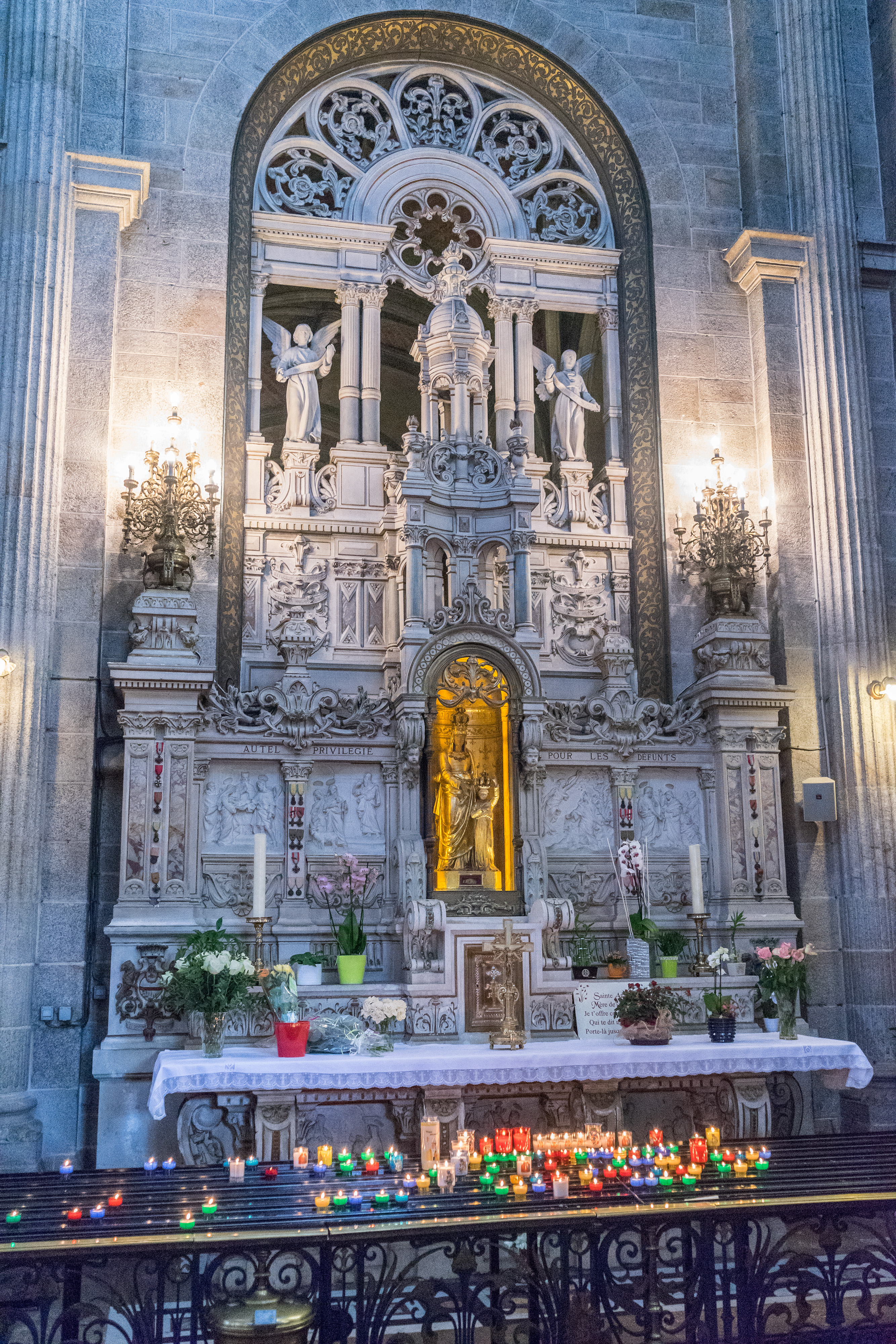
Autel avec son brûloir à veilleuses.